# Marine Drugs
Marine Drugs (abrégé en Mar. Drugs) est une revue scientifique trimestrielle à comité de lecture qui publie des articles en libre accès de recherche dans le domaine de la recherche, du développement et de la production de médicament provenant de la mer.
D'après le Journal Citation Reports, le facteur d'impact de ce journal était de 2,853 en 2014. L'actuel directeur de publication est Hartmut Laatsch (Université de Göttingen, Allemagne).